# Maccullochella peelii

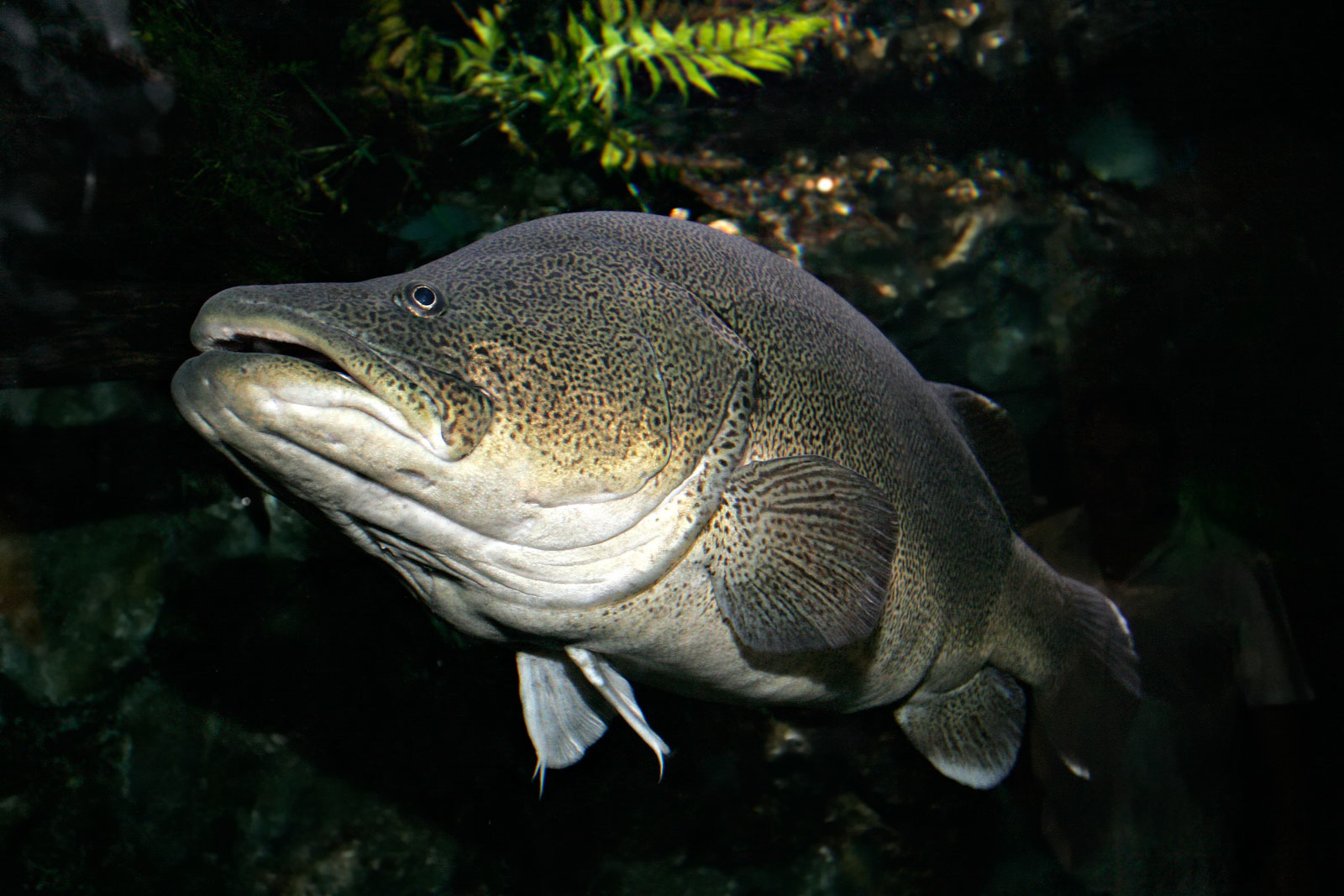
Murray cod im Melbourne Aquarium

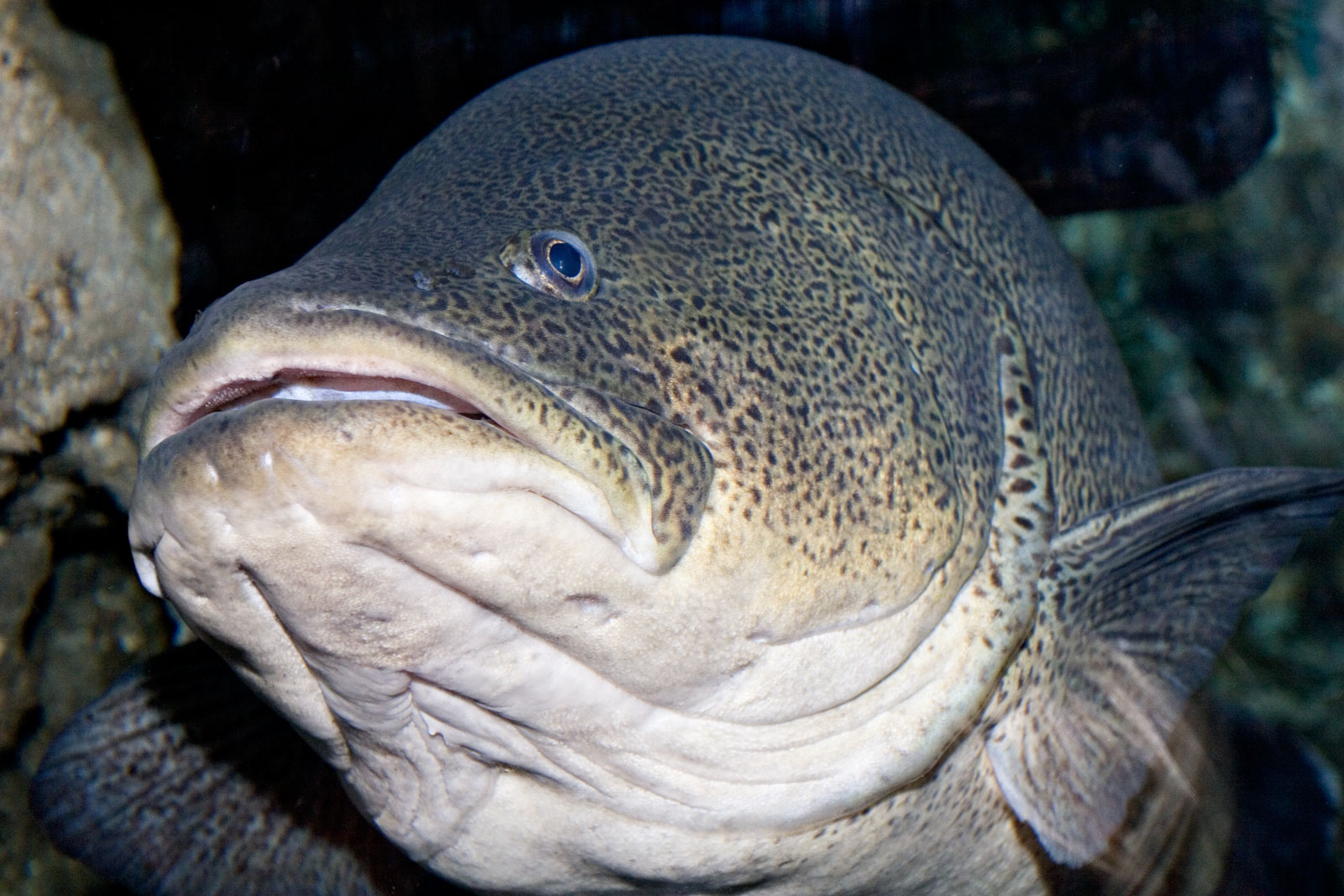
Detailansicht des Kopfes

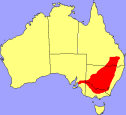
Verbreitungsgebiet

Maccullochella peelii ist ein im Süßwasser lebender australischer Raubfisch der Gattung Maccullochella aus der Familie der Dorschbarsche (Percichthyidae). Er ist einer der größten Süßwasserfische Australiens und wird dort Murray Cod genannt. Die Art besitzt einen länglichen Körper und einen breiten Kopf und wurde im Jahr 1838 von Thomas Livingstone Mitchell beschrieben.
Die ausgewachsenen Tiere sind Fleischfresser und ernähren sich hauptsächlich von anderen Fischen. 
Die Eier werden von den Weibchen im Frühjahr in versunkene, hohle Baumstämme oder auf andere harte Oberflächen gelegt. Die Eltern betreiben Brutpflege.
Fossilien aus Schichten, die bis zu 26 Millionen Jahre alt sind, sind anatomisch identisch mit rezenten Exemplaren.

## Größe und Gewicht
Die Tiere erreichen in Bächen eine Größe von 60 Zentimetern und ein Gewicht von drei bis vier Kilogramm. In größeren Gewässern werden sie von 90 Zentimetern bis zu einem Meter groß und wiegen 35 bis 45 Kilogramm. Der größte je offiziell gemessene Fisch war 183 Zentimeter groß und 113 Kilogramm schwer, auch wenn es nicht bestätigte Behauptungen von noch viel größeren Exemplaren gibt. Durch die übermäßige Sportfischerei ging die Größe eines Durchschnittsfisches allerdings zurück.

## Weitere Merkmale
Der Fisch hat einen großen, langgestreckten und breitrümpfigen Körper mit rundem Querschnitt, kleinen Augen und einem kurzen eingedrückten Gebiss. Der Unterkiefer steht insbesondere bei älteren Exemplaren leicht vor.
Der Körper des Fisches ist in der Grundfarbe gelblich-grün bis dunkelgrün mit einer dunkelgrünen, gelegentlich auch braunen oder schwarzen Tüpfelung.
Je nach der Klarheit des Wassers kann sich seine Färbung stark ändern. Außerdem hängt die Farbe von der Körpergröße des Tieres ab. In seinem großen Maul befinden sich nadelartige Zähne.
Die großen und abgerundeten Schwanzflossen sind dunkelgrau bis schwarz und besitzen weiße Ränder. Der Bauch ist weiß oder cremefarben.

## Verbreitung und Lebensraum
Verbreitet ist die Art im Murray-Darling-Becken, ursprünglich in nahezu allen Wasserläufen dieses Systems. Maccullochella peelii war eine in der Vergangenheit sehr verbreitete Art und einer der häufigsten der größeren in Australien heimischen Fische.
Maccullochella peelii ist eine sehr anpassungsfähige Art. Ihr Lebensraum variiert stark, von kleinen Bächen bis zu langsam fließenden, oft schlammigen Flüssen. Entgegen einer verbreiteten Annahme ist Maccullochella peelii nicht nur in den tieferen, sondern auch in den Bergregionen des Murray-Darling-Beckens anzutreffen.

## Rückgang
Heute gibt es nur mehr wenige Exemplare, die Wildbestände sind in den letzten 200 Jahren um mehr als 90 Prozent zurückgegangen. In vielen kleineren Flüssen, in denen der Fisch früher weit verbreitet war, gilt er heute als ausgestorben.
Der Rückgang der Art ist durch mehrere Faktoren zu Stande gekommen. Entgegen der landläufigen Meinung hat Überfischung eine massive Rolle gespielt. Die Art wurde von kommerziellen Fischern in der zweiten Hälfte des neunzehnten Jahrhunderts stark überfischt. Im Jahr 1883 wurden mehr als 147 Tonnen des Tieres auf den Markt gebracht. Die tatsächlich gefangene Menge war aber wohl doppelt so hoch. Auch Sportfischer haben während dieser Zeit die Bestände durch übermäßigen Fang stark reduziert. Alte Fotografien zeigen, wie Freizeitangler buchstäblich Dutzende Fische aneinanderreihen.
Der einzige Weg, um das langfristige Überleben von Maccullochella peelii zu gewährleisten, ist es, gesunde Populationen in freier Wildbahn in gesunden Flüssen mit natürlichen Abflüssen anzusiedeln.

## Alter
Der Fisch ist einer der langlebigsten Süßwasserfische Australiens, wobei Langlebigkeit für viele Süßwasserfische in Australien charakteristisch ist. Der älteste Fisch wurde 48 Jahre alt, allerdings gab es in der Vergangenheit noch größere Exemplare, die bis zu 70 Jahre alt geworden sein könnten.